# Kanton Saint-André-1
Kanton Saint-André-1 (francouzsky Canton de Saint-André-1) je francouzský kanton v departementu Réunion v regionu Réunion. Tvoří ho část města Saint-André a obec Sainte-Suzanne.